# Demirci, Gülağaç
Demirci là một thị trấn thuộc huyện Gülağaç, tỉnh Aksaray, Thổ Nhĩ Kỳ. Dân số thời điểm năm 2010 là 4.243 người.